# Institut für Robotik und Mechatronik

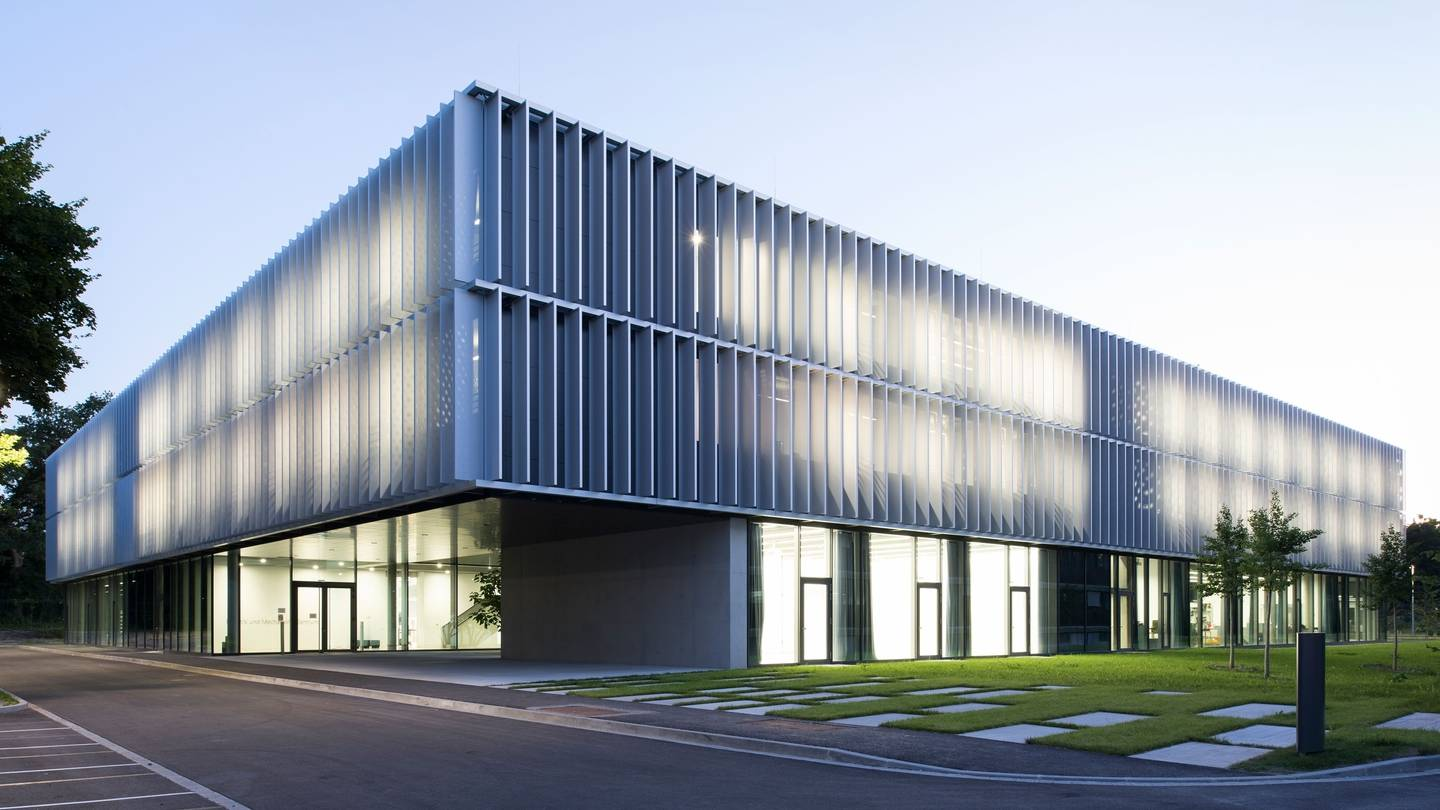
RMC-Gebäude (2015)

Das Institut für Robotik und Mechatronik ist eines von drei Instituten des Robotik und Mechatronik Zentrums des Deutschen Zentrums für Luft- und Raumfahrt (DLR). 
Es ist Teil des DLR-Standortes Oberpfaffenhofen in der oberbayerischen Gemeinde Weßling. Der Schwerpunkt des Instituts liegt in der Entwicklung von robotischen und mechatronischen Systemen, die es den Menschen ermöglichen, wirkungsvoller, effektiver und sicherer mit der Umwelt zu interagieren. Die Roboter sollen in Umgebungen wirken, die für Menschen unzugänglich oder gefährlich sind, den Menschen aber auch während der Arbeit und im alltäglichen Leben unterstützen und entlasten.
Dabei befasst sich das Institut für Robotik und Mechatronik mit der Entwicklungskette der Robotik. Dies betrifft insbesondere die Systemanalyse und den Systementwurf, die mechanische Konstruktion, die Elektronikentwicklung, die Regelung, die Perzeption, die Kognition, die Planung und Ausführung von Aktionen, maschinelles Lernen, die künstliche Intelligenz und die Anwendungsentwicklung.

## Geschichte
Nach der Gründung des Instituts für Robotik und Systemdynamik 1992 leiteten zunächst Gerhard Hirzinger und Jürgen Ackermann als Ko-Direktoren die Einrichtung, bis Ackermann schließlich altersbedingt ausschied. Danach fand die Umbenennung zum Institut für Robotik und Mechatronik statt, welches im Anschluss von Gerhard Hirzinger alleine geführt wurde. Im Jahr 2012 übernahm Alin Albu-Schäffer die Institutsleitung. Im Jahr 2015 zog das Institut für Robotik und Mechatronik in den Neubau des Robotik und Mechatronik Zentrums um, welches im April 2016 offiziell durch die stellvertretende bayerische Ministerpräsidentin Ilse Aigner eingeweiht wurde.

## Struktur
Das Institut für Robotik und Mechatronik bildet zusammen mit dem Institut für Systemdynamik und Regelungstechnik und dem Institut für Optische Sensorsysteme das Robotik und Mechatronik Zentrum des Deutschen Zentrums für Luft- und Raumfahrt. Es gliedert sich weiter auf in die Abteilungen
- Mechatronische Komponenten und Systeme,
- Analyse und Regelung komplexer Robotersysteme,
- Autonomie und Fernprogrammierung,
- Perzeption und Kognition,
- Kognitive Robotik,
- Institutsentwicklung und zentrale Aufgaben.

Zusätzlich ist das Institut seit 2013 eng mit der Technischen Universität München verknüpft. Der Institutsdirektor hat gleichzeitig den Lehrstuhl für Sensorbasierte Robotersysteme und Intelligente Assistenzsysteme in der Fakultät für Informatik der Technischen Universität München inne.

## Forschung
Die Querschnittsthemen des Instituts für Robotik und Mechatronik umfassen die orbitale Service-Robotik, die Raumfahrtassistenzrobotik, die planetare Explorationsrobotik, die Produktion der Zukunft und Industrie 4.0, die Medizin- und Pflegerobotik, die intelligente Service-Robotik sowie die Geländerobotik.

### Robotische Systeme
Zu den bekanntesten robotischen Systemen des Instituts zählen unter anderem:
- Rollin’ Justin[7] sowie die weiteren Varianten Agile Justin[8] und Space Justin[9]
- TORO[10]
- David[11]
- MIRO[12] bzw. MiroSurge[13]
- Lightweight Rover Unit (LRU)[14]
- ASURO

Zudem wird eine große Zahl an weiteren robotischen Systemen und Komponenten entwickelt, unter anderem im Bereich der Roboterhände, der Roboterarme, der haptischen Ein- und Ausgabegeräte sowie der mobilen Systeme in der Luft, auf Rädern und auf Beinen.

### Weltraummissionen
Zu den bekanntesten Weltraummissionen, an denen das Institut für Robotik und Mechatronik maßgeblich mitgewirkt hat, gehören unter anderem
- ROTEX (1993)
- GETEX (1998)
- ROKVISS (2003–2010)
- Kontur-2[16] (2011–2016)

## Auszeichnungen
Neben Preisen auf internationalen Wissenschaftskonferenzen und für Veröffentlichungen in Fachzeitschriften sind folgende Auszeichnungen erfolgt (in alphabetischer Reihenfolge):
- Bayerischer Maximiliansorden für Wissenschaft und Kunst: Gerhard Hirzinger (2014)
- Bundesverdienstkreuz am Bande: Gerhard Hirzinger (2004)
- Carl-Pulfrich-Preis: Heiko Hirschmüller (2011)
- Erwin-Schrödinger-Preis: Patrick van der Smagt (2012)
- Georges-Giralt-Preis: Sami Haddadin (2012), Alexander Dietrich (2016), Johannes Englsberger (2017), Daniel Leidner (2018), Teodor Tomic (2019), Bernd Henze (2021)
- Gottfried-Wilhelm-Leibniz-Preis: Gerhard Hirzinger (1995)
- IEEE Fellow: Gerhard Hirzinger (1997), Alin Albu-Schäffer (2016)
- Karl Heinz Beckurts-Preis: Gerhard Hirzinger (1996)
- Staatsmedaille für besondere Verdienste um die bayerische Wirtschaft: Gerhard Hirzinger (2010)